# Petřkovická venuše

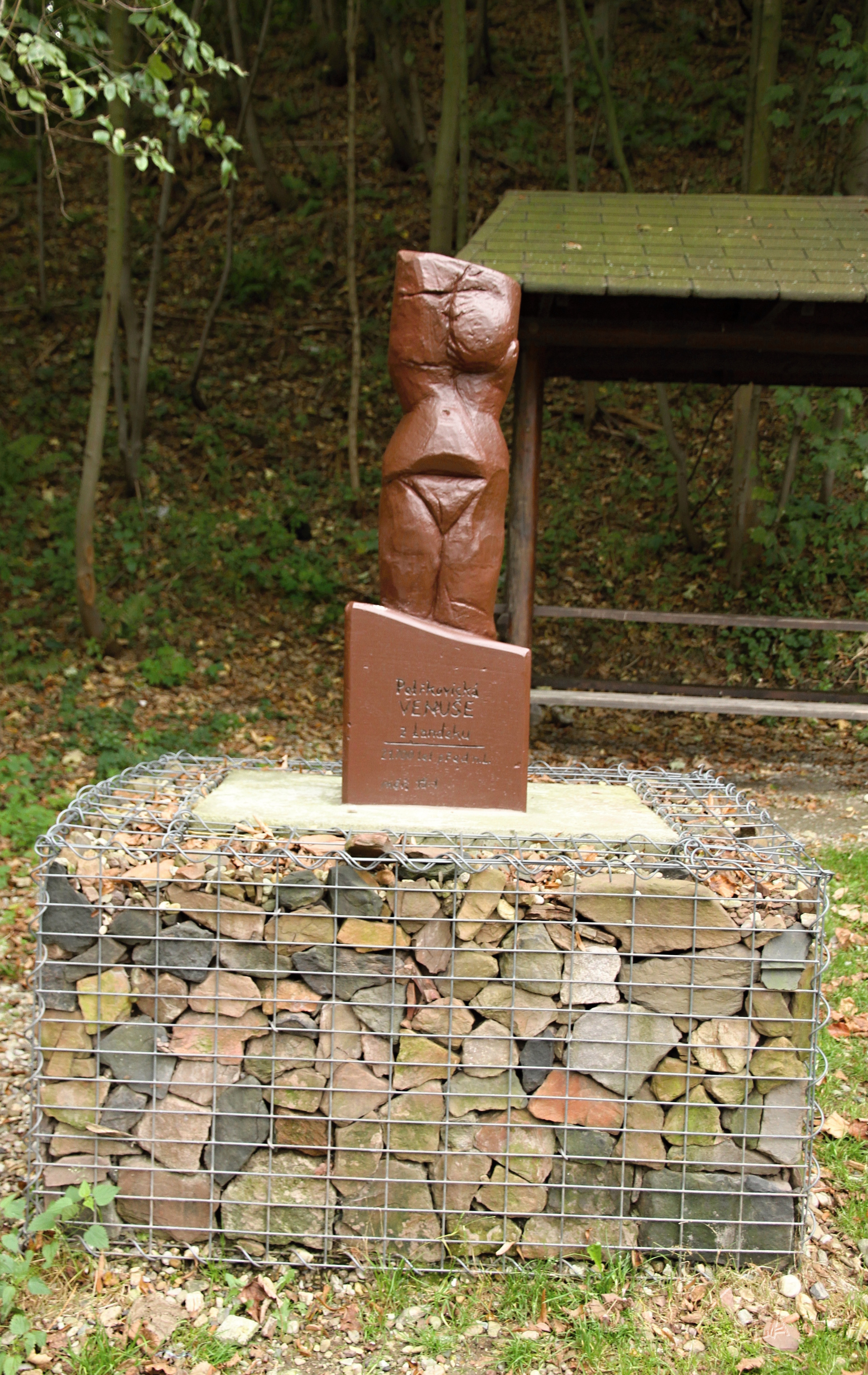
Socha landecké Venuše

Petřkovická venuše, někdy nazývána Landecká venuše, je paleolitická kamenná plastika, kterou objevil 14. července 1953 archeolog Bohuslav Klíma na lokalitě z období kultury mladšího gravettienu na ostravském vrchu Landek. Jde o 4,6 cm vysoké bezhlavé torzo těla mladé ženy vyřezané z krevele (hematitu). Nalezena byla pod mamutí stoličkou v místě pradávného sídliště lovců mamutů. V její blízkostí bylo nalezeno mnoho kamenných artefaktů a kosterních úlomků. Stáří sošky je odhadováno na 23 000 let. Výjimečná je např. tím, že absence hlavy byl zřejmě autorův záměr, nebo že na rozdíl od jiných pravěkých venuší znázorňuje mladou štíhlou ženu.
Spolu s hliněnou soškou Věstonické venuše patří mezi zcela unikátní příklady pravěkého umění. Ačkoliv jde o nejvýznamnější pravěkou památku Ostravska, je trvale umístěna v Archeologickém ústavu v Brně. Poprvé ji tak mohli Ostravané spatřit až na výstavě konané na Černé louce dne 15. listopadu 2002. Vystavena byla pouze jeden den, během kterého ji zhlédlo přes 4000 návštěvníků. Ačkoliv vedení města usiluje o to, aby vzácná památka byla vrácena do Ostravy, brněnský Archeologický ústav to odmítá. Svolil pouze k tomu, aby soška byla Ostravě půjčována častěji.